# Kaman (città)
Kaman è una suddivisione dell'India, classificata come municipality, di 30.774 abitanti, situata nel distretto di Bharatpur, nello stato federato del Rajasthan. In base al numero di abitanti la città rientra nella classe III (da 20.000 a 49.999 persone).

## Geografia fisica
La città è situata a 27° 39' 26 N e 77° 15' 49 E.

## Società

### Evoluzione demografica
Al censimento del 2001 la popolazione di Kaman assommava a 30.774 persone, delle quali 16.577 maschi e 14.197 femmine. I bambini di età inferiore o uguale ai sei anni assommavano a 5.452, dei quali 2.978 maschi e 2.474 femmine. Infine, coloro che erano in grado di saper almeno leggere e scrivere erano 17.416, dei quali 11.206 maschi e 6.210 femmine.